# Leigh Richmond
Leigh Tucker Richmond (geboren am 21. April 1911; gestorben am 14. Juli 1995 in Haywood, North Carolina) war eine amerikanische Science-Fiction-Autorin, die vorwiegend in Kollaboration mit ihrem Mann Walt Richmond arbeitete.

## Leben
Richmond war die Tochter des Predigers Royal K. Tucker und von Juliet Tucker, geborene Luttrell. Sie studierte an der Louisiana State University in Baton Rouge und an der Tulane University in New Orleans. Nach ihrem Studium arbeitete sie als Reporterin, Fotografin und Redakteurin für verschiedene Zeitungen.
Zusammen mit ihrem Mann leitete Richmond die von den beiden gegründeten Centric Foundation in Merritt Island, Florida, die sich mit der Anwendung unkonventionellen Denkens auf die Grundlagen der Physik und der Naturwissenschaften allgemein befasste, insbesondere in Erziehung und Studium. Trotz des Namens scheint die Centric Foundation eher randständige Positionen innerhalb der Grundlagenphysik vertreten zu haben.
Den Zielen der Centric Foundation, nämlich Offenheit für unkonventionelle Ideen und den Glauben an das technische Wunder schlechthin zu fördern, war auch die Science-Fiction des Ehepaars verpflichtet. Geniale Helden voller genialer Ideen sind damit beschäftigt, die Grenzen des Wissens zu erweitern und den menschlichen Geist auf neue Stufen zu heben. So entwickeln in Probability Corner (1977) und Phase Two (1980) Kinder übermenschliche Kräfte oder es werden in The Lost Millennium (1967, deutsch als Das verschollene Jahrtausend) fortgeschrittene Solartechnologien von vorgeschichtlichen Supermenschen erfunden. Stephen H. Goldman urteilte:
„Obwohl viele der Erfindungen den Glauben auch des hartgesottensten Science-Fiction-Fans auf die Probe stellen, tun diese Romane doch das, was Science-Fiction in erster Linie soll, nämlich den Sinn für das Wunderbare und Erstaunliche im Leser zu wecken.“ Und Karen G. Way beklagt, dass der Eifer und die Entschlossenheit der Richmondschen Amateurbastler, die mit ein paar Drähten und Spulen im Keller mal eben einen Materietransmitter bauen, zu einer Unschuld der Science-Fiction gehören, die für immer verloren ist.
Sie hatte zusammen mit Walt Richmond einen Sohn (geboren 1951). Aus früheren Ehen hatte sie zwei Kinder (Tucker Loane Stoodley, geboren 1936, und Rusty Porter, geboren 1940). Nach dem Tod von Walt Richmond 1977 heiratete sie 1979 Richard V. Donahue. Zusammen mit ihm schrieb sie den 1993 veröffentlichten Roman Blindsided.

## Bibliografie
Romane
- Shock Wave (1967, mit Walt Richmond)
  - Deutsch: Schockwelle im Kosmos. Moewig (Terra Nova #49), 1969.
- The Lost Millennium (1967, auch als Siva!, 1979, mit Walt Richmond)
  - Deutsch: Das verschollene Jahrtausend. Übersetzt von Antonius Linneborn. Michaels-Verlag, Peiting 1998, ISBN 3-89539-292-8.* Phoenix Ship (1969, mit Walt Richmond)
- Gallagher’s Glacier (1970, mit Walt Richmond)
- Where I Wasn’t Going (1963, auch als Challenge the Hellmaker, 1976, mit Walt Richmond)
- The Probability Corner (1977, mit Walt Richmond)
- Phase Two (1979, mit Walt Richmond)
- Blindsided (1993, als Leigh Richmond-Donahue, mit Dick Richmond-Donahue)

Sammlung
- Positive Charge (1970, mit Walt Richmond)

Willy Shorts (Kurzgeschichtenserie, mit Walt Richmond)
- Shortsite (1964, mit Walt Richmond)
- I, BEM (1964, mit Walt Richmond)
- Shortstack (1964, mit Walt Richmond)
- Shorts Wing (1970, mit Walt Richmond)

Kurzgeschichten
- Prologue to an Analogue (1961)
- Poppa Needs Shorts (1964, mit Walt Richmond)
- The Pie-Duddle Puddle (1964, mit Walt Richmond)
- Gallagher’s Glacier (1964, mit Walt Richmond)
- M’Lord Is the Shepherd (1965, mit Walt Richmond)
- Cows Can’t Eat Grass (1967, mit Walt Richmond)
- There is a Tide (1968, mit R. C. FitzPatrick)
- “If the Sabot Fits … ” (1968, mit Walt Richmond)
- Antalogia (1973, mit Walt Richmond)